# Flower of Scotland
Flower of Scotland (шотл. гел. Flùr na h-Alba, шотл. Flouer o Scotland) — патріотична пісня народу Шотландії, назва якої перекладається як «Квітка Шотландії». Разом з піснею Scotland the Brave претендує на звання неофіційного гімну Шотландії. Часто виконується на спортивних змаганнях, таких як чемпіонати з регбі, за участю шотландських команд.
Пісня Flower of Scotland була написана Роєм Вільямсоном — засновником фолк-групи The Corries — в середині 1960-х років. Вперше композиція була випущена 1967 року на телеканалі BBC. Її текст оповідає про перемогу шотландців на чолі з королем Робертом I над армією англійського короля Едуарда II в битві при Беннокберні 1314 року.
У липні 2006 року Королівський шотландський національний оркестр провів опитування на своєму інтернет-сайті, в якому відвідувачі мали відповісти на запитання, яку пісню їм хотілося б почути як національний гімн. До вибору були представлені п'ять пісень. У результаті опитування, в якому взяли участь близько 10 тисяч осіб, з явним відривом перемогла пісня Flower of Scotland.
| Пісня                     | Голосів (%) |
| ------------------------- | ----------- |
| Flower of Scotland        | 41 %        |
| Scotland the Brave        | 29 %        |
| Highland Cathedral        | 16 %        |
| A Man's a Man for A' That | 7 %         |
| Scots Wha Hae             | 6 %         |